# 삼한매장문화재연구원
삼한매장문화재연구원은 민족문화유산(지정, 비지정, 매장문화재를 포함)의 보호․보존, 조사․연구, 수장․전시 및 그 활용을 통해 민족문화를 전승․보급하고, 새로운 문화창조에 기여함을 목적으로 2008년 10월 22일 설립된 문화체육관광부 소관의 재단법인이다. 사무실은 대구광역시 달서구 이곡동 1000-255 아진빌딩 2층에 있다.

## 주요 사업
- 문화유산의 보호, 보존활동
- 문화유산의 조사, 연구 및 자료발간
- 문화재 지표, 발굴조사
- 문화유산 보존처리
- 문화재 수장, 전시
- 문화재 복원, 정비, 수리사업 등
- 전문인력의 양성 및 재교육
- 기타 본 법인의 목적달성에 필요한 사업